# Пербал
Пербал (на унгарски: Perbál) е село в северна Унгария, част от област Пеща на регион Централна Унгария. Населението му е около 2 030 души (2015).
Разположено е на 252 m надморска височина в Среднодунавската низина, на 24 km северозападно от центъра на Будапеща и на 20 km южно от река Дунав и границата със Словакия. Първото споменаване на селището е от 1258 година.